# Аронов, Лев Ильич
Лев Ильич Аронов (1909, Гомель — 1972, Москва) — советский художник, живописец.

## Биография
Лев Ильич Аронов родился в 1909 году в Гомеле в семье железнодорожного служащего Гили Боруховича (Ильи Борисовича) Аронова (1870—1934), уроженца Сновска. Племянник инженера Н. Б. Аронова.
С 1925 по 1930 год учился на живописно-декоративном отделении Ленинградского Училища поощрения художеств, где в это время преподавали: Рылов, Вахромеев, Бобышов, Щуко, Сварог.
В 1933 году вступил в члены Московского Союза художников. В 1934 году работа Л. И. Аронова была представлена на «Выставке молодых начинающих художников», с этого времени он постоянно участвовал в художественных выставках Москвы. В конце 1930-х гг. Лев Аронов входил в художественное объединение «Группы пяти» вместе с художниками Львом Зевиным, Ароном Ржезниковым, Михаилом Добросердовым и Абрамом Пейсаховичем. Осенью 1940 года в Москве прошла выставка «Группы пяти».
В 1940 году — командировка в Калмыкию вместе с художником  Г.А. Ечеистовым, где были написаны калмыцкие этюды.
В 1941 году он ушёл в ополчение, но по состоянию здоровья был отстранен от воинской службы. В 1941—1945 годы преподавал с перерывами в Московском художественном училище памяти 1905 года.
В эти же годы работал в окнах ТАСС. С 1958 года начинает много заниматься линогравюрой.
С 1957 по 1964 год Л. И. Аронов был членом Художественного совета при Живописно-производственном комбинате. С 1957 по 1972 год он много сил уделял работе в обществе «Охраны памятников истории и культуры».
Почётных званий не имел. Длительное время подвергался давлению со стороны политизированного руководства Московского Союза Советских художников, поскольку не участвовал в пропаганде — не писал портреты вождей и соцреалистические сюжеты. В период борьбы с формализмом и космополитизмом тенденциозная критика присвоила ему ярлык «злобствующий эстет». Такая формулировка была в высшей степени несправедливой, поскольку главными факторами его творчества были предельная искренность, человеколюбие и эмоциональная открытость. Сам художник называл себя реалистом, хотя в поисках выразительных средств он впитал в своем творчестве элементы многих живописных направлений от импрессионизма до современного ему футуризма.
В художественное наследие Л. И. Аронова входит ряд жанровых полотен, пейзажи, портреты, натюрморты. Многие из них представляют собой графические и живописные размышления о взаимоотношениях и взаимопроникновении природы и человека. Большой раздел его наследия можно было бы озаглавить «поэтика русской деревни», а другой не менее значительный раздел посвящён эмоциональному осмыслению культуры, быта и окружающей природы других народов: калмыков, ингушей, чеченцев, чувашей и других. Темы семьи, материнства проходят через всё творчество художника, являют собой его главный мотив.
Л. И. Аронов был близко знаком и общался с художниками Н. М. Ромадиным, В. Н. Бакшеевым, В. А. Фаворским, И. И. Машковым, А. В. Лентуловым, А. А. Осмёркиным и другими.
По воспоминаниям сына художника В. Л. Аронова очень близкие дружеские отношения были у всей семьи с художниками Семёном Чуйковым, его женой Евгенией Малеиной, с Еленой Родовой и Михаилом Ранковым, с Ольгой Калмыковой и Павлом Моссаковским, с Леонидом Танклевским, с Леонидом Резницким, Исааком Дризе, Ириной Жданко, Николаем Лаковым, с Моисеем Фейгиным. Многие друзья оставили Льву Ильичу свои работы с дарственными надписями. Среди них: Лев Зевин, Абрам Пейсахович, Михаил Добросердов, , Борис Ефимов, Николай Ромадин, Ирина Вилковир, Аркадий Гиневский, Фёдор Свайкин, Валентин Сидоров, Виктор Горяев и ряд других. 
Умер в Москве в 1972 году. Похоронен на Николо-Архангельском кладбище.

## Семья
- Брат — Ефим Ильич Аронов (1921—1993), подполковник медицинской службы, военфельдшер, позже врач, заведующий подстанцией неотложной помощи, кавалер ордена Отечественной войны 1-й степени (1944), трёх орденов Красной Звезды, участник Парада Победы в Москве в 1945 году. Почётный гражданин города Дубно (1985).
- Двоюродный брат — Анатолий Наумович Рыбаков, писатель.

## Работы находятся в собраниях
- Государственная Третьяковская галерея
- Государственный Русский музей
- Государственный музей изобразительных искусств имени А. С. Пушкина
- Государственный музей искусств имени И. В. Савицкого
- Театральный музей имени А. А. Бахрушина
- Государственный музейно-выставочный центр «РОСИЗО»
- Астраханская картинная галерея имени П. М. Догадина
- Волгоградский музей изобразительных искусств имени И. И. Машкова
- Воронежский областной художественный музей имени И. Н. Крамского
- Екатеринбургский музей изобразительных искусств
- Национальный музей Республики Калмыкия имени Н.Н. Пальмова
- Калужский музей изобразительных искусств
- Музей изобразительных искусств Республики Карелия
- Музей изобразительных искусств, г. Комсомольск-на-Амуре
- Краснодарский краевой художественный музей имени Ф.А. Коваленко
- Курская государственная картинная галерея имени А. А. Дейнеки
- Пензенская областная картинная галерея имени К. А. Савицкого
- Приморская государственная картинная галерея
- Ростовский областной музей изобразительных искусств
- Рязанский государственный областной художественный музей имени И. П. Пожалостина
- Самарский областной художественный музей
- Ставропольский краевой музей изобразительных искусств
- Таганрогский художественный музей
- Государственный музей изобразительных искусств Республики Татарстан
- Тульский областной художественный музей
- Чувашский государственный художественный музей
- Ярославский художественный музей

## Выставки
- 2021 — За фасадом эпохи — выставка в Галеев-галерея[3].
- 2021 — Блуждающие звезды: советское еврейство в довоенном искусстве. Галерея «На Шаболовке»
- 2016 — Группа пяти: утраты и открытия. Лев Аронов, Михаил Добросердов, Лев Зевин, Абрам Пейсахович, Арон Ржезников. Галерея «Открытый клуб»[4].
- 2016 — Очарованные Востоком. Галерея ARTSTORY
- 2015 — "Война участвует во мне...". Галерея ARTSTORY
- 2012 — Поставангард. Русская живопись и графика из собрания ЮниКредит Банка и частных собраний. Мультимедиа Арт Музей
- 2011 — Персональная выставка. Московское художественное училище памяти 1905 года
- 2009 — Персональная выставка, посвященная столетию со дня рождения. МОСХ
- 1973 — Персональная выставка. Залы СХ РСФСР